# Secuquinumab

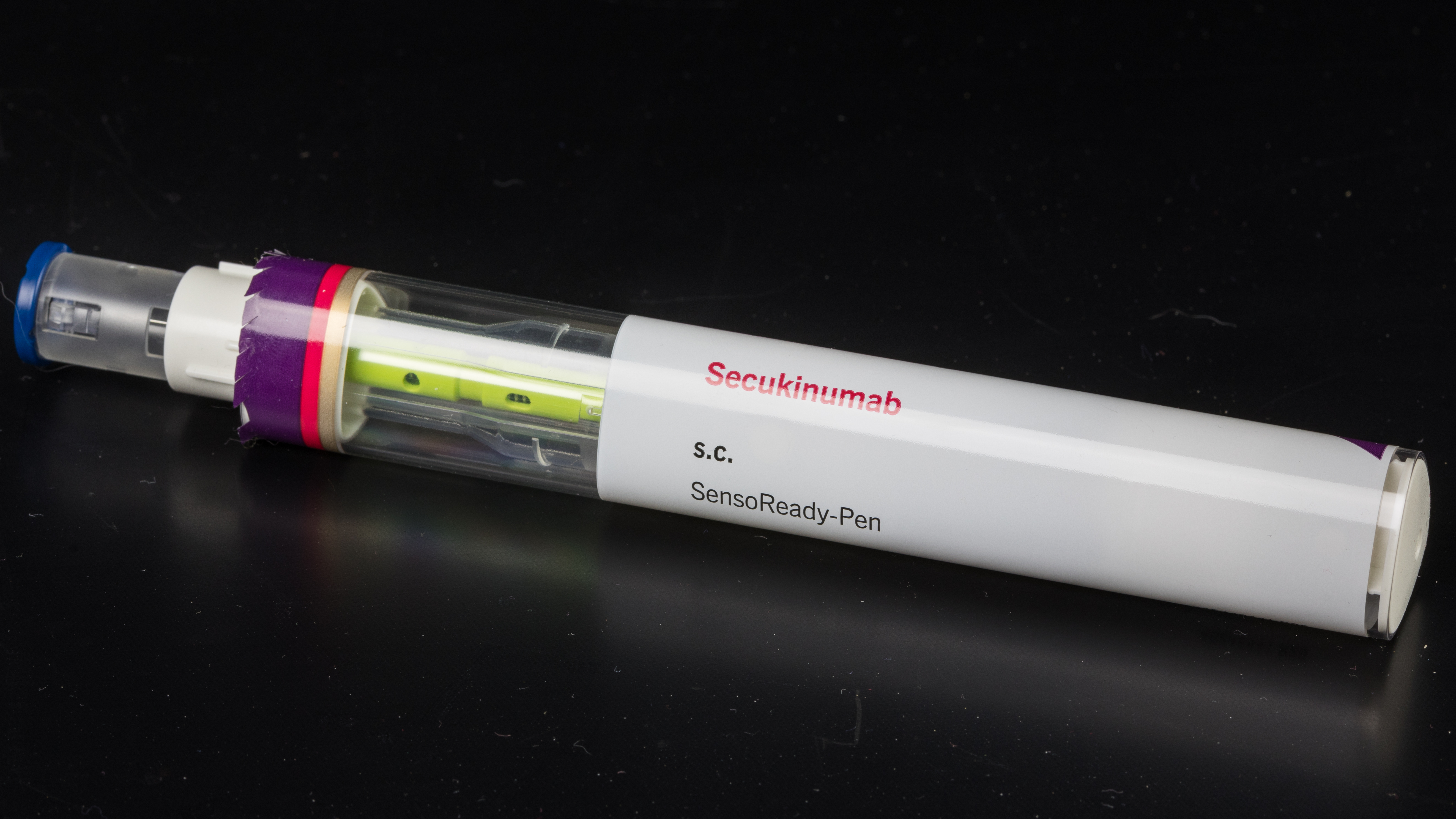

Secucinumab, com o nome comercial Cosentyx, é um anticorpo monoclonal humano produzido pela Novartis para o tratamento da psoríase. Este fármaco foi também aprovado para o tratamento da artrite psoriática e da espondilite anquilosante. O secucinumab atua por inibição seletiva da interleucina 17-A (IL-17A), uma citocina pró-inflamatória. Como consequência, o tratamento com secuquinumab reduz o eritema, o endurecimento e a descamação presentes na psoríase em placas.